# 568 هـ
568 هـ هي سنة في التقويم الهجري امتدت مقابلةً في التقويم الميلادي بين سنتي 1172 و1173.

## مواليد
- الحسن بن صافي

## وفيات
- الحسن بن صافي
- 28 ذو الحجة - نجم الدين أيوب، سياسي وعسكري أيوبي، ووالد صلاح الدين الأيوبي.